# Barleria descampsii
Barleria descampsii är en akantusväxtart som beskrevs av Gustav Lindau. Barleria descampsii ingår i släktet Barleria och familjen akantusväxter. Inga underarter finns listade i Catalogue of Life.